# Moses Brown
Pour les articles homonymes, voir Brown.
 (septembre 2008).
Si vous disposez d'ouvrages ou d'articles de référence ou si vous connaissez des sites web de qualité traitant du thème abordé ici, merci de compléter l'article en donnant les références utiles à sa vérifiabilité et en les liant à la section « Notes et références ».
Moses Brown (1738–1836) est l'homme ayant conçu et construit la première filature durant la révolution industrielle.
Il fut un homme d'influence de l'histoire américaine.
Brown était un quaker abolitionniste, et il fonda l'école Moses Brown.